# مرکز فعالیت‌های ویژه

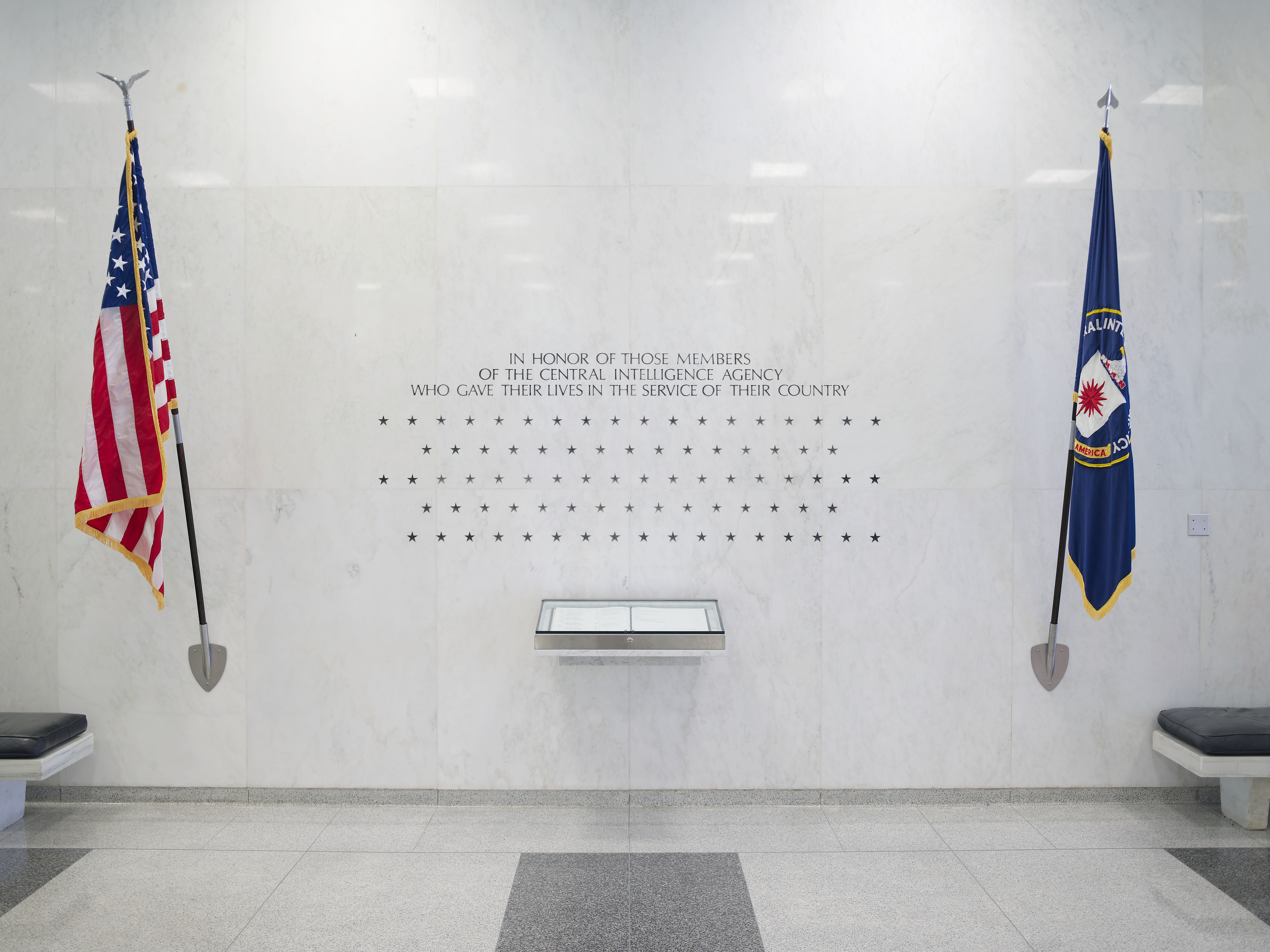
مرکز فعالیت‌های ویژه

مرکز فعالیت‌های ویژه (انگلیسی: Special Activities Center) سازمان ضدتروریستی غیرنظامی، زیرمجموعه آژانس اطلاعات مرکزی ایالات متحده آمریکا (سیا) است، که مسئول طراحی و اجرای عملیات پنهانی در سیا می‌باشد. این واحد تا پیش از سال ۲۰۱۶ بخش فعالیت‌های ویژه نام داشت، که از ۲۰۱۶ سازمان آن به مرکز ارتقاء پیدا کرد. در ساختار مرکز فعالیت‌های ویژه ۲ گروه مجزا وجود دارد: گروه عملیات‌های ویژه؛ برای انجام عملیات اطلاعاتی و نظامی، همچنین اجرای عملیات تاکتیکی شبه‌نظامی و گروه اقدام سیاسی؛ برای انجام اقدامات پنهانی سیاسی همچون عملیات روانی، جنگ اقتصادی، جنگ غیرمتعارف، عملیات چریکی و جنگ مجازی.